# Petr Eben
Petr Eben (Žamberk, 22 gennaio 1929 – Praga, 24 ottobre 2007) è stato un organista e compositore ceco.
È molto noto per la sua estesa produzione organistica.

## Biografia
Nato a Zamberk, crebbe a Cesky Krumlov, dove imparò a suonare il pianoforte e l'organo. Dopo la prigionia a Buchenwald e terminata la Seconda guerra mondiale, si iscrisse all'Accademia di Praga: qui intraprese gli studi pianistici 
(František Rauch) e di composizione (con Pavel Bořkovec). Dal 1955 insegna al Dipartimento di Teoria Musicale all'Università di Praga e dal 1990 insegna all'Accademia Musicale ed è stato nominato, nello stesso anno, presidente del Festival della Primavera
di Praga.
Ha ricevuto importanti riconoscimenti, non solo per la sua attività di compositore, ma anche per il suo sommo magistero organistico:
è stato premiato con l'Honorary Fellowship del Royal College of Organists di Londra.
Nella sua carriera, Eben ha toccato i più diversi generi, con una particolare predilezione per l'organo e la musica corale.

## Opere principali
- Sonata per oboe e pianoforte (1950)
- Missa Adventus et Quadragesimae (1952)
- Sonntagsmusik (Musica dominicalis), per organo (1957/58)
- Terra amara, cantata (1959/60)
- Concerto per pianoforte e orchestra (1960/61)
- Laudes, per organo (1964)
- Quintetto per strumenti a fiato (1965)
- Vox Clamantis, movimento sinfonico per tre trombe e orchestra (1969)
- Due Fantasie su Corale, per organo (1972)
- Le Ore Notturne, sinfonia (1975)
- Okna (Finestre), ispirato ai quadri di Marc Chagall, per tromba e organo (1976)
- Sonata per flauto e marimba (1978)
- Faust, ciclo per organo (1980)
- Mutationes, per uno o due organi (1980)
- Missa cum populo (1981/82)
- Landscape of Patmos per organo e percussione (1984)
- A Festive Voluntary (Variations on Good King Wenceslas), per organo (1986)
- Hiob (Giobbe), ciclo per organo (1987)
- Hommage a Dietrich Buxtehude, per organo (1987)
- Te Deum di Praga (1989/90)
- Quattro Danze Bibliche, per organo (1992)
- Fantasia sul Corale 'Amen, es werde wahr', per organo (1993)
- Momenti d'Organo (1994)
- Due preludi festivi, per organo (1995)
- Hommage à Henry Purcell, per organo (1995)
- Jeremiah, opera (1996/97)
- Campanae gloriosae, per organo (1999)
- Prelude 1, per organo (2000)
- Gloria (Prelude 2), per organo (2000)
- Protestant Chorales (Variazioni su Corale e modelli di improvvisazione), per organo (2000)
- Triptychon, per organo (2000)